# Edward Piotrowski (generał)
Edward Piotrowski (ros. Эдуард Францевич Пиотровский, Eduard Francewicz Piotrowskij, ur. 10 marca 1865 w majątku Kosianowo, powiat prużański, zm. w 1942 w Specposiołeku Nr 61 (Ulskoje), w rejonie chołmogorskim) – rosyjski generał major polskiego pochodzenia, generał brygady Wojska Polskiego.

## Życiorys
Wyznania rzymskokatolickiego. Syn Franciszka (registratora kolegialnego guberni grodzieńskiej) i Apolonii z Dąbrowskich. Podstawy edukacji szkolnej zdobył w wyłkowyszskim ujezdnym ucziliszczu. W 1886 r., po ukończeniu Czugujewskiej Szkoły Wojskowej, został awansowany do stopnia podporucznika i przydzielony do 18 Wołogodzkiego Pułku Piechoty. W 1890 r. awansowany na porucznika, w 1899 r. na sztabskapitana, a w 1900 r. na kapitana. Od 1904 r. uczestniczył w wojnie rosyjsko-japońskiej.
W 1912 r. został awansowany do stopnia podpułkownika. Od 1914 r. brał udział w I wojnie światowej w szeregach 19 Kostromskiego Pułku Piechoty. 19 maja 1915 r. został odznaczony za odwagę Orderem św. Jerzego IV klasy. Dowodził 20 Halickim Pułkiem Piechoty (7 VI 1915 – 22 IV 1917). W 1916 r. został za zasługi wojenne awansowany do stopnia pułkownika. 13 października 1916 r. został odznaczony Orężem Świętego Jerzego „Za Waleczność”.
3 czerwca 1917 r. został awansowany do stopnia generała majora. Dowodził brygadą 42 Dywizji Piechoty, a 11 sierpnia 1917 r. został dowódcą 42 DP.
Od 2 grudnia 1917 r. znajdował się w rezerwie Mińskiego Okręgu Wojskowego.
Od 1918 r. był przewodniczącym komitetu formowania polskich jednostek wojskowych na Wołyniu i Podolu. Od 1920 r. generał brygady Wojska Polskiego ze starszeństwem z 1 czerwca 1919 r. Pracował w administracji wojskowej. W 1924 r. przeniesiony do rezerwy. Osiadł w Kamień Koszyrskim (województwo poleskie II RP). Po agresji ZSRR na Polskę został w 1939 r. aresztowany przez NKWD i zesłany do Archangielska. Pracował przy wyrębie lasu. Zmarł w 1942 roku z wycieńczenia na zesłaniu w Specposiołeku nr 61 (Ulskoje) w rejonie chołmogorskim obwodu archangielskiego.
Żona: Franciszka Haciska; dzieci: Joanna, Zofia, Edward.

## Odznaczenia
- Order Świętego Stanisława III klasy (1896, wstęga i miecze do orderu: 6.03.1916)
- Order Świętej Anny III klasy (1907)
- Order Świętego Stanisława II klasy (1912, miecze do orderu: 9.09.1916)
- Order Świętej Anny II klasy z mieczami (16.01.1915)
- Order Świętego Włodzimierza IV klasy z mieczami i wstęgą (16.01.1915)
- Order Świętego Jerzego IV klasy (19.05.1915)
- Order Świętego Włodzimierza III klasy z mieczami (7.11.1915)
- Oręż Świętego Jerzego (13.10.1916)[1]